# Kárász Artúr
Kárász Artúr (Kolozsvár, 1907. december 13. – Párizs, 1992. január 16.) közgazdász, gazdaságpolitikus, egyetemi tanár.

## Életpályája
A Budapesti Tudományegyetemen jogi doktorátust szerzett. Ezt követően Párizsban (Sorbonne) tanult. 1931-től a Magyar Nemzeti Bank tisztviselője volt. 1944-ben a nyilasok eltávolították. Bekapcsolódott a Nemzetközi Vöröskeresztnek a zsidó üldözöttek érdekében folytatott munkájába. 1945-ben a Magyar Nemzeti Bank elnöke volt. Részt vett a béketárgyalás gazdasági előkészítésében. 1947–1948 között a budapesti közgazdasági karon a jegybankpolitika tanára volt. 1948 nyarán emigrált; Amerikában telepedett le. 1948–1949 között a New School for Social Research (New York) előadója volt. 1949–1952 között a De Paul University (Chicago) pénzügypolitika szakának tanára volt. 1952–1956 között az ENSZ megbízásából a bolíviai kormány pénzügyi tanácsadója volt. 1956–1974 között a Világbank munkatársa, 1968–1972 között európai igazgatója volt Párizsban. 1974-ben ENSZ-szakértő volt Libanonban. 1974–1976 között az isztambuli Akbank tanácsadójaként dolgozott. 1974–1975 között a Siemens France alelnöke, 1976–1979 között elnöke, 1979–1983 között az igazgatótanács tagja volt. 1974–1983 között a Kanadai Királyi Bank igazgatótanácsának tagja volt.
Pénzügyi és gazdasági szaktanulmányokat írt. Magyarul az Új Látóhatárban és az Irodalmi Újságban publikált.

## Művei
- 80 év a föld körül (Budapest, 1990)